# Omegna Sportiva 1948-1949
Questa voce raccoglie le informazioni riguardanti l'Omegna Sportiva nelle competizioni ufficiali della stagione 1948-1949.

## Rosa
| N. |                   | Ruolo | Calciatore    |
| -- | ----------------- | ----- | ------------- |
|    | Italia (bandiera) | C     | R. Baroli     |
|    | Italia (bandiera) | P     | R. Bertinetti |
|    | Italia (bandiera) | D     | P. Bianco     |
|    | Italia (bandiera) | D     | Cauda         |
|    | Italia (bandiera) | C     | E. Crosta     |
|    | Italia (bandiera) | D     | De Michelis   |
|    | Italia (bandiera) | C     | Enzo Ferrario |
|    | Italia (bandiera) | A     | R. Fiorio     |

| N. |                   | Ruolo | Calciatore   |
| -- | ----------------- | ----- | ------------ |
|    | Italia (bandiera) | A     | Guido Fovana |
|    | Italia (bandiera) | C     | Guglielmetti |
|    | Italia (bandiera) | A     | A. Iraghi    |
|    | Italia (bandiera) | A     | E. Marinoni  |
|    | Italia (bandiera) | D     | Mingardi     |
|    | Italia (bandiera) | A     | Moneta       |
|    | Italia (bandiera) | D     | Varoli       |